# Biston
Biston är ett släkte av fjärilar som beskrevs av William Elford Leach 1815. Biston ingår i familjen mätare, Geometridae.

## Dottertaxa tillBiston, i alfabetisk ordning[1][2]
- Biston abruptaria (Walker, 1869)
  - Biston abruptaria abruptaria (Walker, 1869)
  - Biston abruptaria austroccidentalis Karisch, 2005
  - Biston abruptaria maculatissimus Grünberg, 1910
  - Biston abruptaria stringeri (Prout, 1938)
- Biston achyra Wehrli, 1936
- Biston annulata (Warren, 1897)
- Biston basanga Karisch, 2005
- Biston bengaliaria (Guenée, [1858])
- Biston betularia (Linnaeus, 1758), Björkmätare
  - Biston betularia alexandrina Wehrli, 1941
  - Biston betularia betularia (Linnaeus, 1758)
  - Biston betularia cognataria (Guenée, [1858])
  - Biston betularia contrasta (Barnes & Benjamin, 1923)
  - Biston betularia coreae Wehrli, 1941
  - Biston betularia fumosarius Alphéraky, 1897
  - Biston betularia nepalensis Inoue, 1982
  - Biston betularia parva Leech, 1897
- Biston bistonaria (Walker, 1866)
- Biston brevipennata Inoue, 1982
- Biston contectaria (Walker, [1863])
- Biston dargei (Herbulot, 1973)
- Biston edwardsi (Prout, 1938)
- Biston exalbescens Inoue, 2000
  - Biston exalbescens exalbescens Inoue, 2000
  - Biston exalbescens pseudoregalis Inoue, 2000
- Biston exsilia Karisch, 2005
- Biston falcata (Warren, 1893)
  - Biston falcata clorinda (Oberthür, 1910)
  - Biston falcata falcata (Warren, 1893)
  - Biston falcata satura Wehrli, 1941
- Biston fasciaria Motschulsky, 1866
- Biston fessa (Warren, 1896)
- Biston giganteus Inoue, 1985
- Biston gloriosaria Karisch, 2005
  - Biston gloriosaria gabunensis Karisch, 2005
  - Biston gloriosaria gloriosaria Karisch, 2005
- Biston homoclera (Prout, 1938)
- Biston hypoleucos Kusnezov, 1901
- Biston inouei Holloway, [1994]
- Biston insularis (Warren, 1894)
  - Biston insularis illucescens (Prout, 1928)
  - Biston insularis insularis (Warren, 1894)
- Biston jaculatrix Prout[3]
- Biston johannaria (Oberthür, 1913)
- Biston leucocrossa (Prout, 1928)
- Biston marginata Shiraki, 1913
- Biston mediolata Jiang, Xue & Han, 2011
- Biston melacron Wehrli, 1941
- Biston nephelistis (Meyrick, 1897)
  - Biston nephelistis nephelistis (Meyrick, 1897)
  - Biston nephelistis ordinans (Prout, 1929)
- Biston panterinaria (Bremer & Grey, 1853)
  - Biston panterinaria exanthemata (Moore, 1888)
  - Biston panterinaria panterinaria (Bremer & Grey, 1853)
  - Biston panterinaria sychnospilas (Prout, 1930)
- Biston pelidna (Prout, 1929)
- Biston perclara (Warren, 1899)
- Biston pljiushtschi Viidalepp, 2003
- Biston porphyria (Butler, 1889)
- Biston praeparva (Prout, 1937)
- Biston prinodes (West, 1929)
- Biston pteronyma (Prout, 1938)
- Biston pura (Warren, 1894)
- Biston pustulata (Warren, 1896)
- Biston quercii (Oberthür, 1910)
- Biston regalis (Moore, 1888)
  - Biston regalis comitata (Warren, 1899)
  - Biston regalis regalis (Moore, 1888)
- Biston robustum Butler, 1879
  - Biston robustum laeta Moltrecht, 1927
  - Biston robustum robustum Butler, 1879
  - Biston robustum ryukyuense Inoue, 1964
  - Biston robustum subrobustum Inoue, 1964
- Biston rosenbaueri Müller, 2018
- Biston semifusca (Swinhoe, 1902)
- Biston sinuata Hampson, 1895
- Biston strataria (Hufnagel, 1767), Brunaktig vintermätare
  - Biston strataria hasegawai Inoue, 1955
  - Biston strataria strataria (Hufnagel, 1767)
- Biston strigaria (Moore, 1879)
- Biston stuningi Viidalepp, 2003
- Biston subflavus Inoue, 1985
- Biston subocularia (Mabille, 1893)
- Biston subregalis Inoue, 1992
- Biston suppressaria (Guenée, [1858])
  - Biston suppressaria burmaensis Hampson, 1902
  - Biston suppressaria suppressaria (Guenée, [1858])
- Biston takeuchii Matsumura, 1931
- Biston thibetaria (Oberthür, 1886)
- Biston thoracicaria (Oberthür, 1884)
- Biston varianaria Swinhoe, 1889[3]

## Hybrider inom släktetBistoni alfabetisk ordning  (möjligen ej komplett)[3]
- Biston x herefordi Tutt, 1905 – Hybridnamn för strataria Hüfnagel, 1767 x betularia Linnaeus, 1758

## Bildgalleri

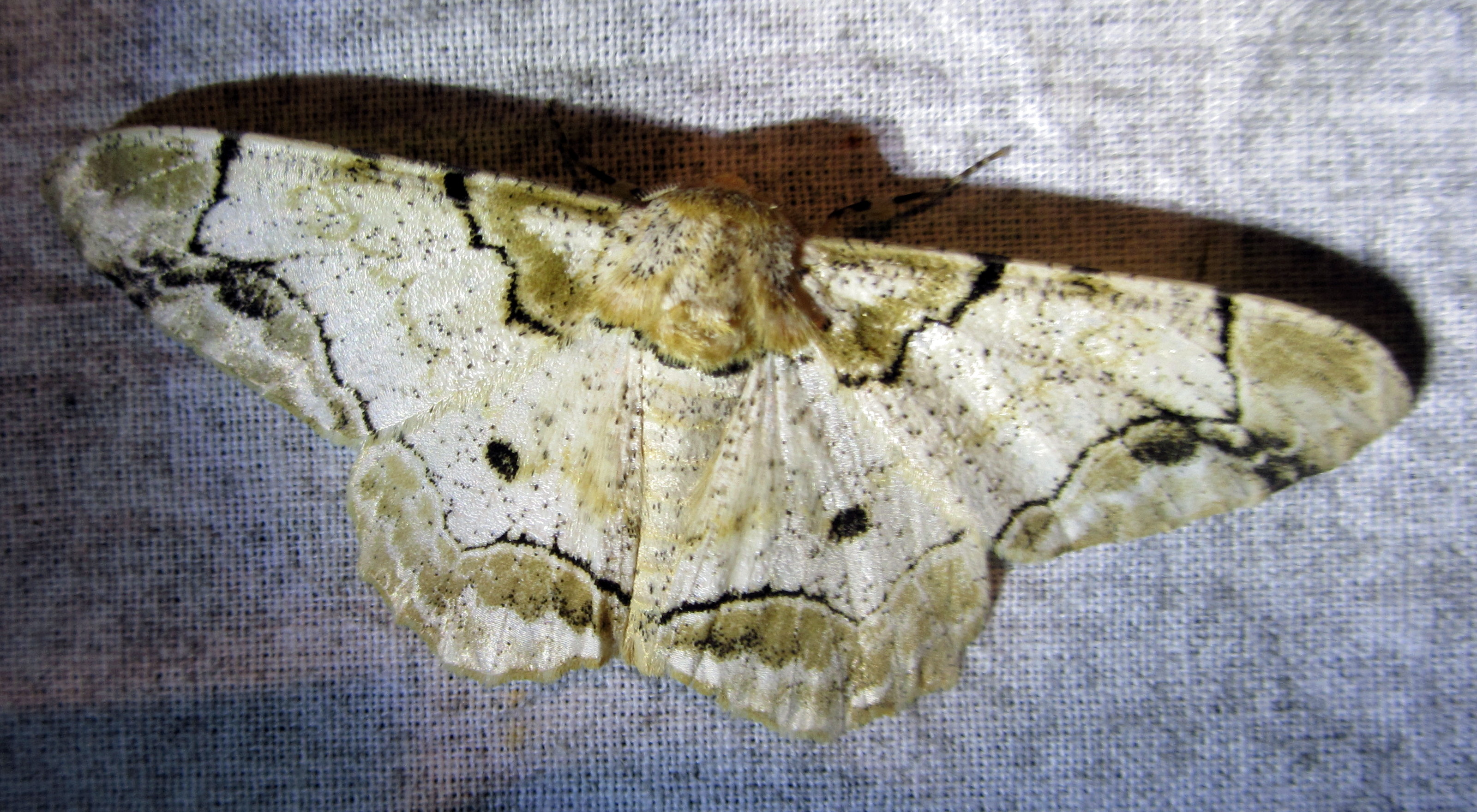
Biston bengaliaria
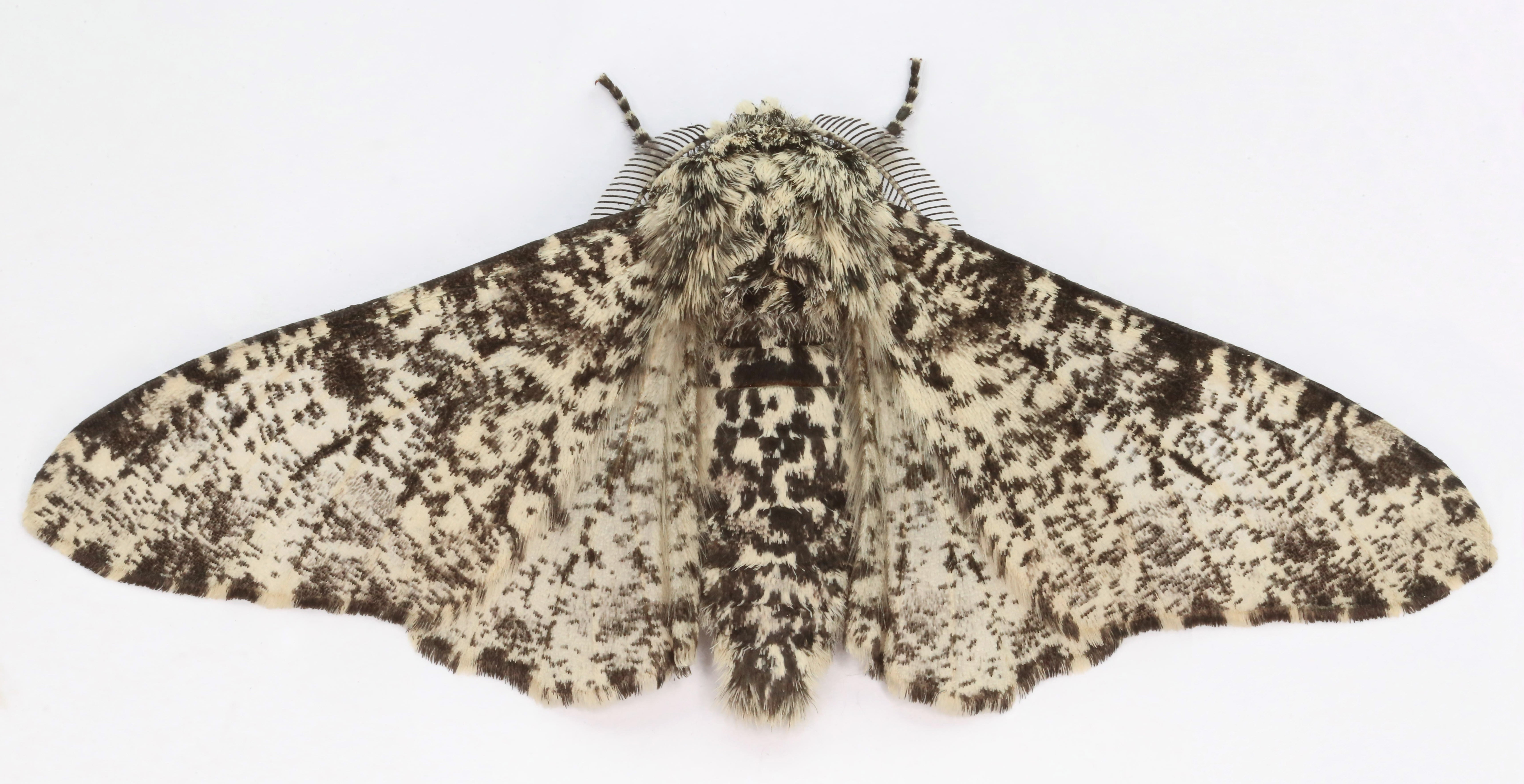
Björkmätare, Biston betularia
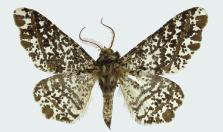
Biston brevipennata
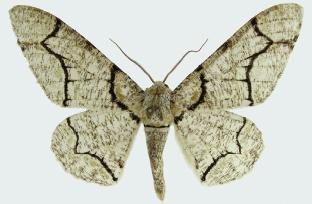
Biston contectaria
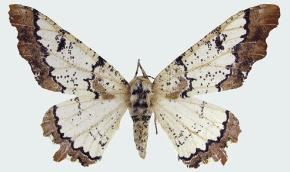
Biston falcata
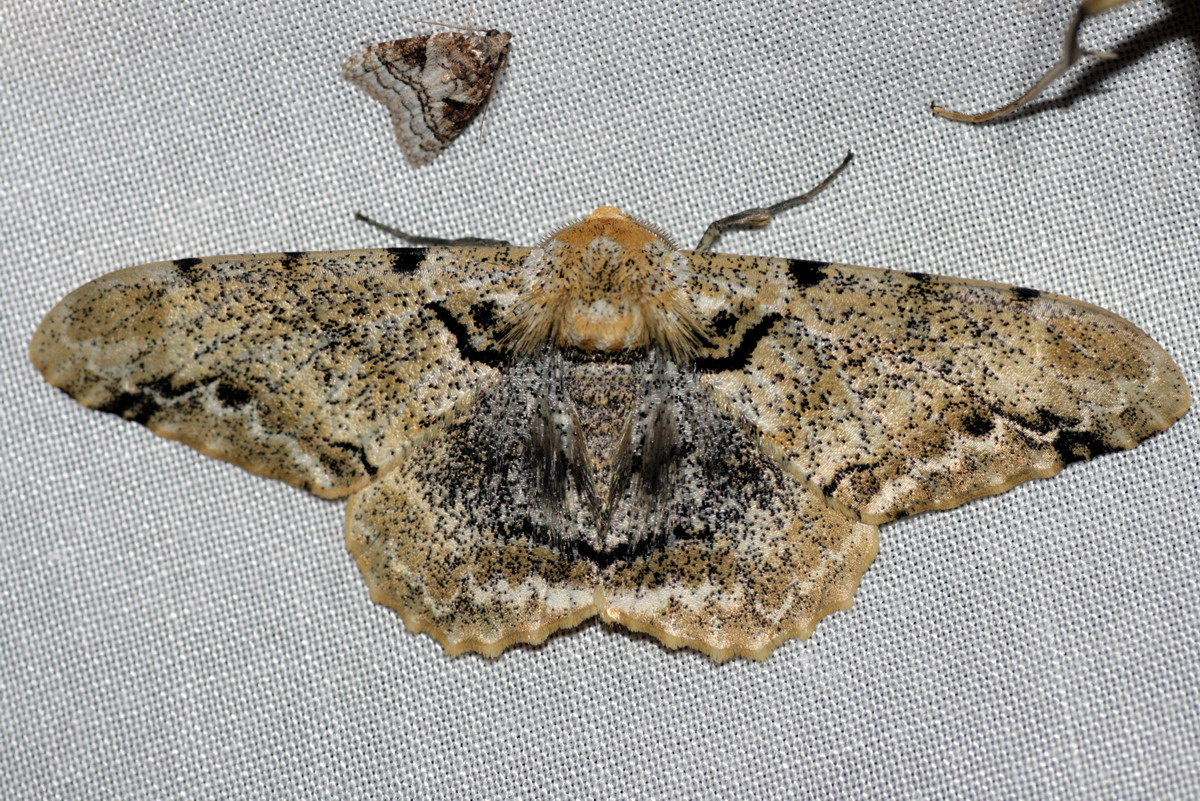
Biston insularis
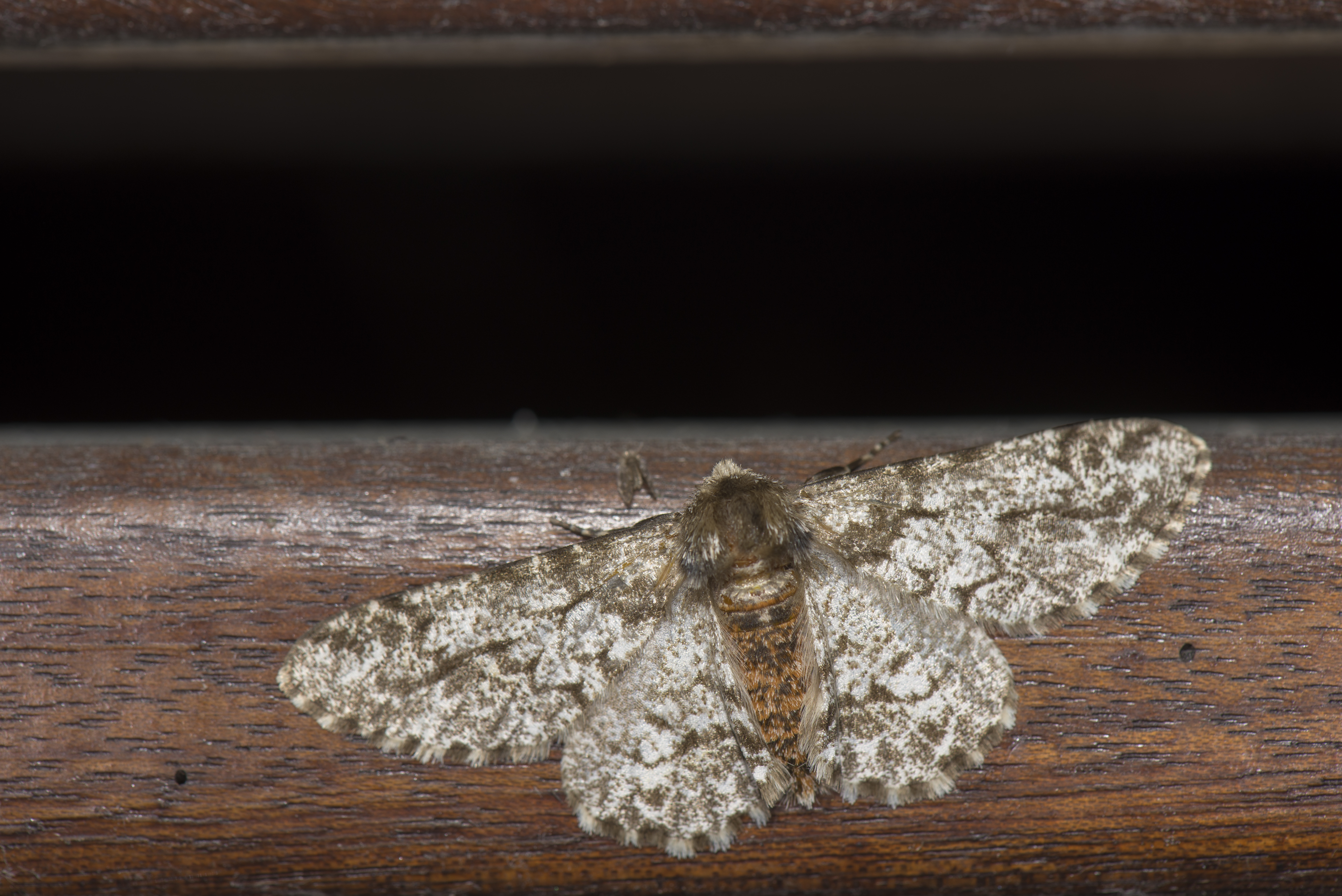
Biston marginata
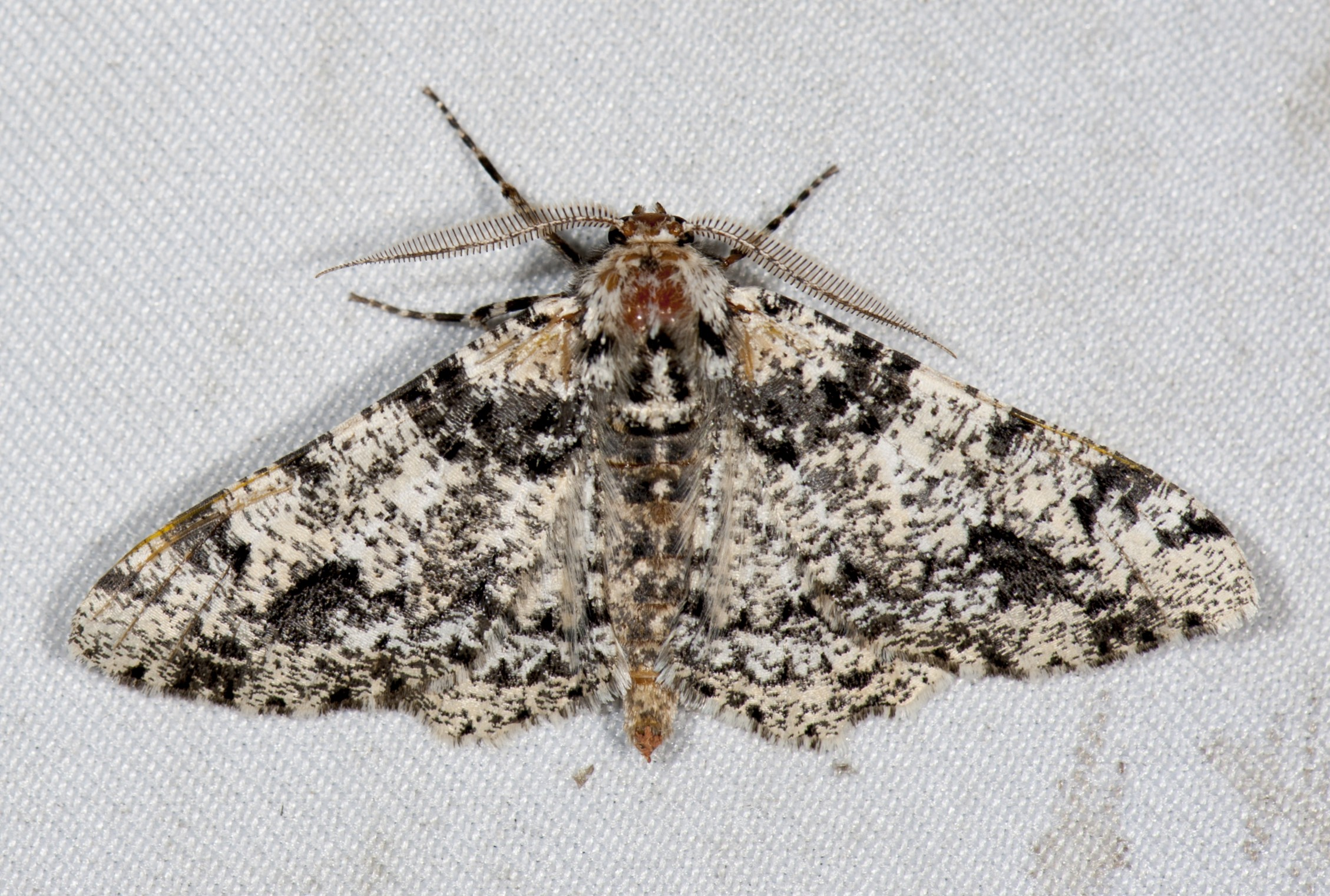
Biston melacron
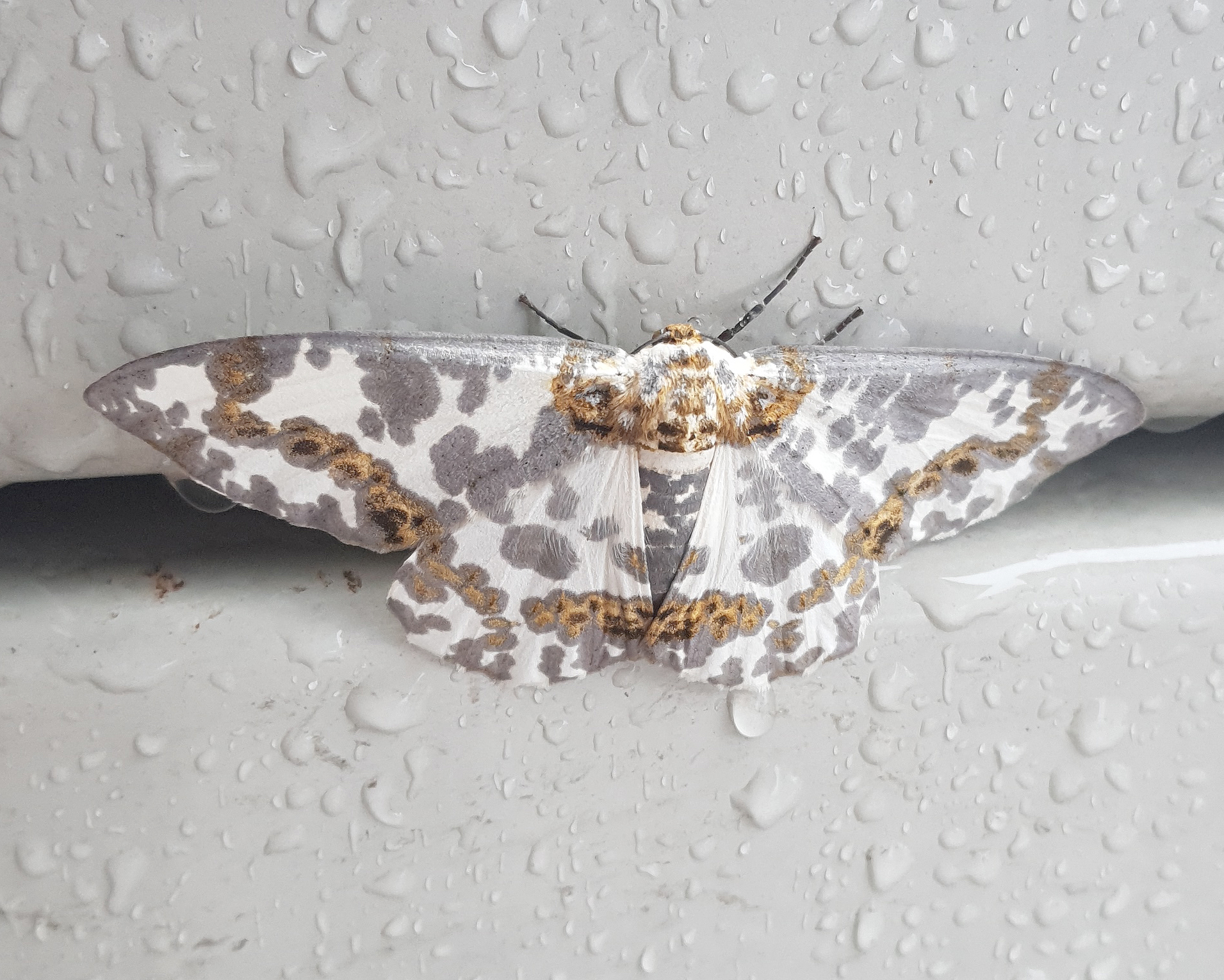
Biston panterinaria
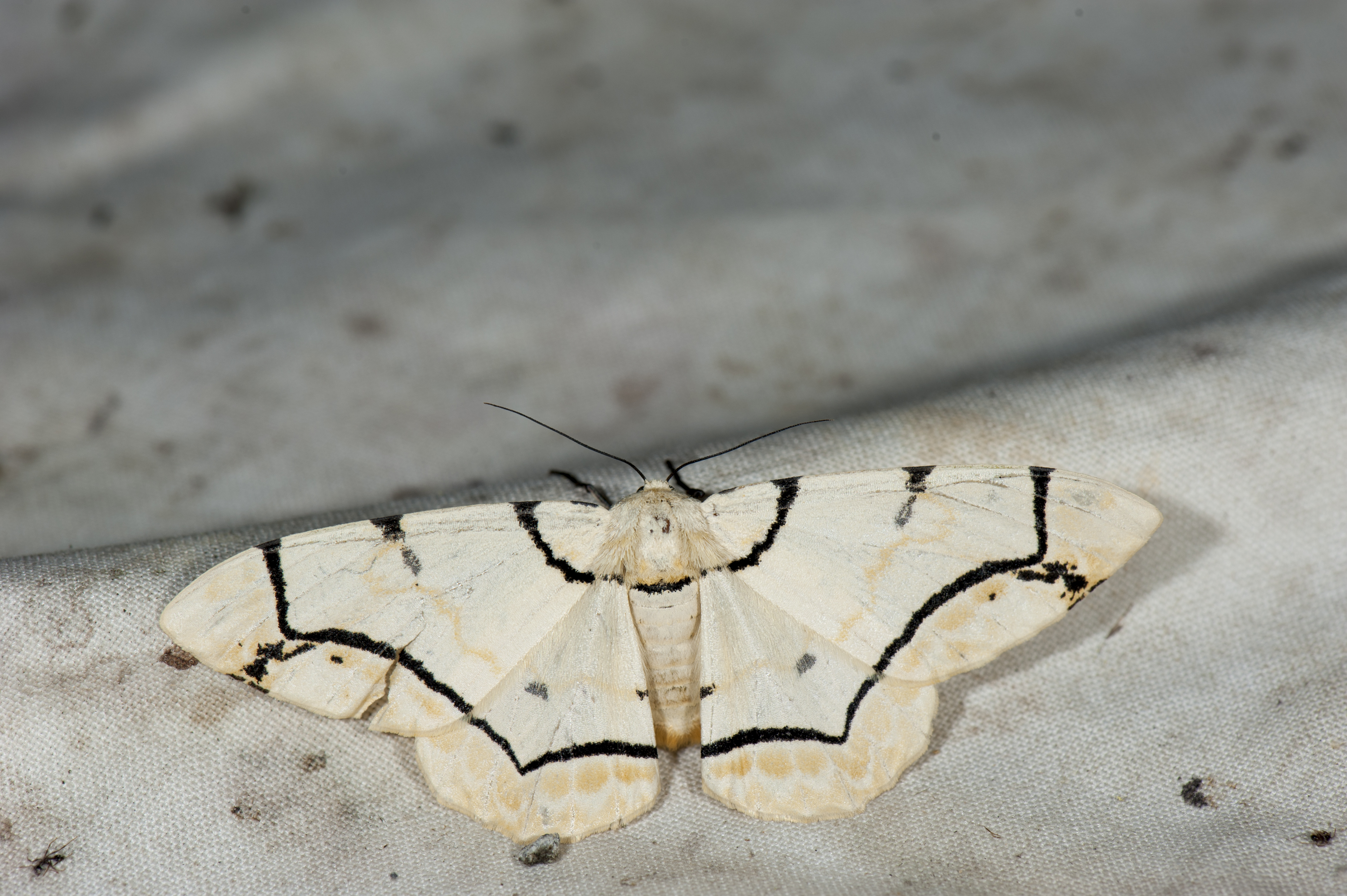
Biston perclara
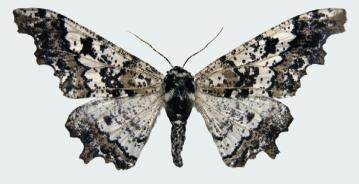
Biston quercii
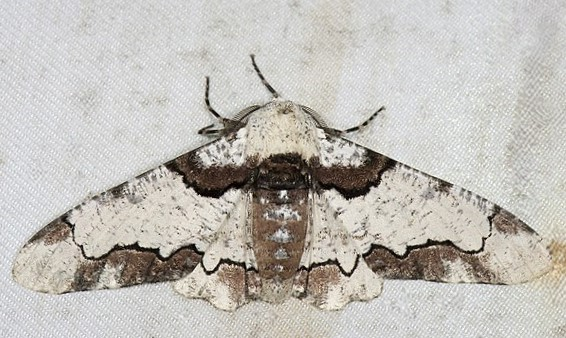
Biston regalis
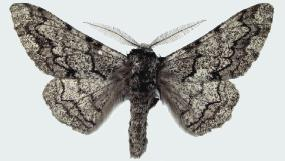
Biston robustum
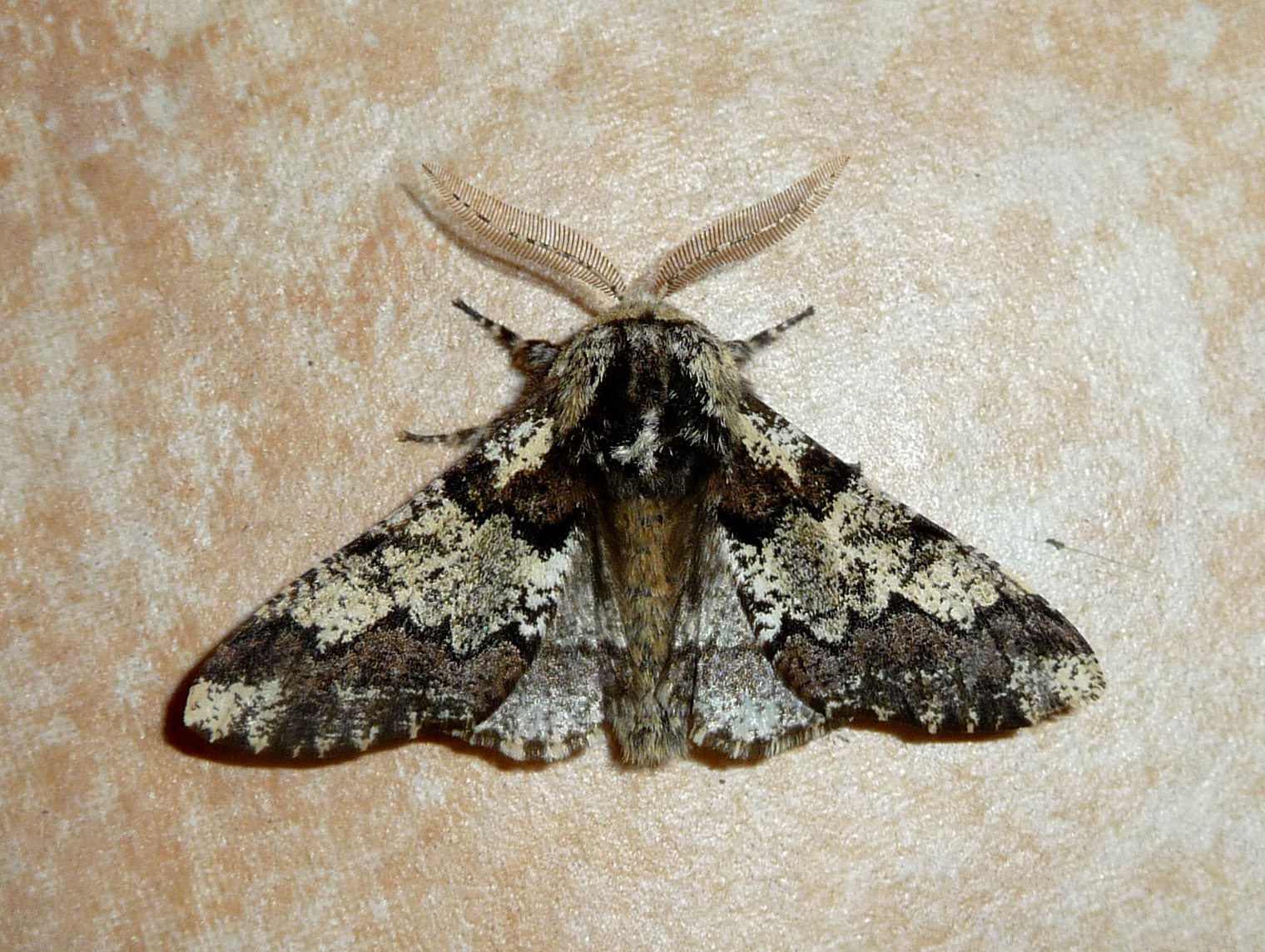
Brunaktig vintermätare, Biston strataria
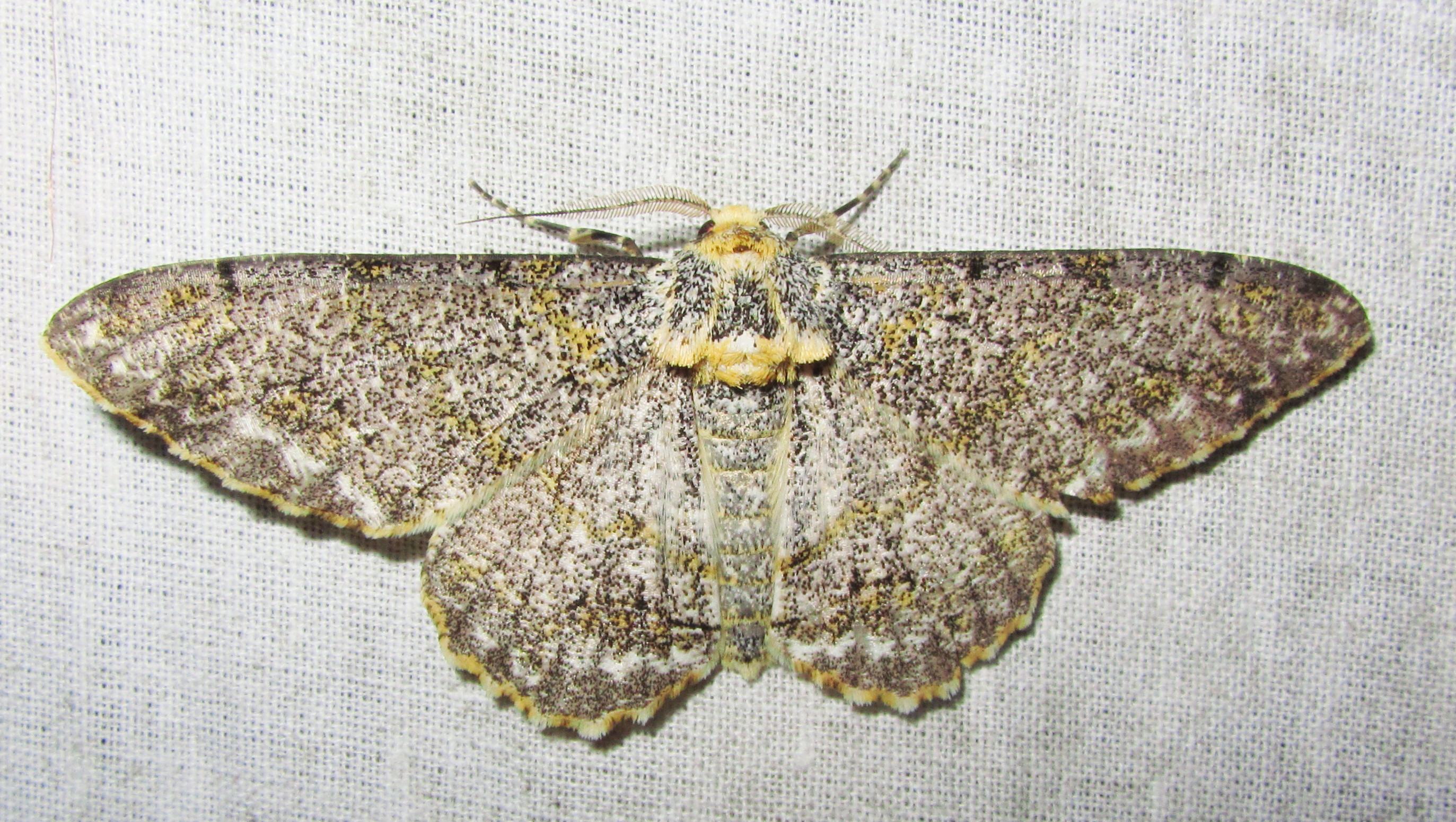
Biston suppressaria
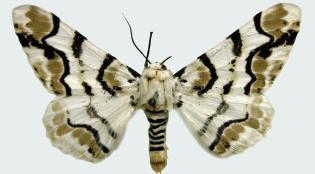
Biston thibetaria
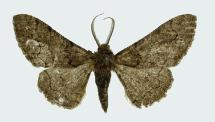
Biston thoracicaria